# Universitas Gadjah Mada
Universitas Gadjah Mada är ett universitet i Indonesien. Det ligger i provinsen Yogyakarta, i den västra delen av landet, 400 km öster om huvudstaden Jakarta.